# (37210) 2000 WW113
2000 WW113 (asteroide 37210) é um asteroide da cintura principal. Possui uma excentricidade de 0.20699560 e uma inclinação de 10.29533º.
Este asteroide foi descoberto no dia 20 de novembro de 2000 por LINEAR em Socorro.